# Yadkinville
Yadkinville es un pueblo ubicado en el condado de Yadkin en el estado estadounidense de Carolina del Norte. En el año 2000 tenía una población de 2.818 habitantes y una densidad poblacional de 399.3 personas por km². Es la sede del condado de Yadkin.

## Geografía
Yadkinville se encuentra ubicado en las coordenadas 36°7′58″N 80°39′39″O / 36.13278, -80.66083.

## Demografía
Según la Oficina del Censo en 2000 los ingresos medios por hogar en la localidad eran de $31.250, y los ingresos medios por familia eran $45.000. Los hombres tenían unos ingresos medios de $25.172 frente a los $25.273 para las mujeres. La renta per cápita para la localidad era de $14.792. Alrededor del 10.6% de las familias y del 14.4% de la población estaban por debajo del umbral de pobreza.

## Personalidades
- Mo Cowan (nacido en 1969), abogado y político.